# Беркбернетт (Техас)
Беркбернетт (англ. Burkburnett) — місто (англ. city) в США, в окрузі Вічита штату Техас. Населення — 10 939 осіб (2020).

## Географія
Беркбернетт розташований за координатами 34°4′29″ пн. ш. 98°34′2″ зх. д. / 34.07472° пн. ш. 98.56722° зх. д. (34.074757, -98.567102).  За даними Бюро перепису населення США в 2010 році місто мало площу 29,35 км², уся площа — суходіл.

### Клімат
| Клімат : Беркбернетт    | Клімат : Беркбернетт | Клімат : Беркбернетт | Клімат : Беркбернетт | Клімат : Беркбернетт | Клімат : Беркбернетт | Клімат : Беркбернетт | Клімат : Беркбернетт | Клімат : Беркбернетт | Клімат : Беркбернетт | Клімат : Беркбернетт | Клімат : Беркбернетт | Клімат : Беркбернетт | Клімат : Беркбернетт |
| Показник                | Січ.                 | Лют.                 | Бер.                 | Квіт.                | Трав.                | Черв.                | Лип.                 | Серп.                | Вер.                 | Жовт.                | Лист.                | Груд.                | Рік                  |
| Абсолютний максимум, °C | 31,7                 | 33,9                 | 37,8                 | 39,4                 | 43,3                 | 47,2                 | 45,6                 | 45,0                 | 43,9                 | 38,9                 | 31,7                 | 31,1                 | 47,2                 |
| Середній максимум, °C   | 12,2                 | 14,4                 | 19,4                 | 24,4                 | 28,9                 | 32,8                 | 36,1                 | 36,1                 | 31,1                 | 25,0                 | 18,3                 | 12,8                 | 24,4                 |
| Середня температура, °C | 5,6                  | 7,8                  | 12,2                 | 17,2                 | 22,2                 | 26,7                 | 29,4                 | 28,9                 | 24,4                 | 18,3                 | 11,7                 | 6,1                  | 17,6                 |
| Середній мінімум, °C    | −1,1                 | 1,1                  | 5,0                  | 9,4                  | 15,6                 | 20,0                 | 22,2                 | 21,7                 | 17,2                 | 11,1                 | 4,4                  | −0,6                 | 10,6                 |
| Абсолютний мінімум, °C  | −24,4                | −22,2                | −14,4                | −4,4                 | 2,2                  | 10,0                 | 12,2                 | 11,7                 | 3,3                  | −6,1                 | −10                  | −21,7                | −24,4                |
| ----------------------- | -------------------- | -------------------- | -------------------- | -------------------- | -------------------- | -------------------- | -------------------- | -------------------- | -------------------- | -------------------- | -------------------- | -------------------- | -------------------- |
| Джерело:                |                      |                      |                      |                      |                      |                      |                      |                      |                      |                      |                      |                      |                      |

## Демографія
Згідно з переписом 2010 року, у місті мешкало 10 811 осіб у 4166 домогосподарствах у складі 3032 родин. Густота населення становила 368 осіб/км².  Було 4676 помешкань (159/км²).
Расовий склад населення:
| - 91,2 % — білих - 2,7 % — чорних або афроамериканців - 1,3 % — корінних американців - 1,0 % — азіатів - 1,6 % — осіб інших рас |

До двох чи більше рас належало 2,2 %. Частка іспаномовних становила 8,1 % від усіх жителів.
За віковим діапазоном населення розподілялося таким чином: 26,5 % — особи молодші 18 років, 58,9 % — особи у віці 18—64 років, 14,6 % — особи у віці 65 років та старші. Медіана віку мешканця становила 37,8 року. На 100 осіб жіночої статі у місті припадало 94,8 чоловіків;  на 100 жінок у віці від 18 років та старших — 92,1 чоловіків також старших 18 років.
Середній дохід на одне домашнє господарство  становив 59 129 доларів США (медіана — 51 828), а середній дохід на одну сім'ю — 68 647 доларів (медіана — 63 580). Медіана доходів становила 49 886 доларів для чоловіків та 31 966 доларів для жінок. За межею бідності перебувало 11,3 % осіб, у тому числі 16,6 % дітей у віці до 18 років та 9,9 % осіб у віці 65 років та старших.
Цивільне працевлаштоване населення становило 4929 осіб. Основні галузі зайнятості: освіта, охорона здоров'я та соціальна допомога — 24,7 %, виробництво — 16,3 %, роздрібна торгівля — 13,7 %.